# Раш, Ричард
Ричард Раш (англ. Richard Rush; 29 августа 1780, Филадельфия, Пенсильвания, — 30 июля 1859, там же) — американский государственный и общественный деятель, адвокат.

## Биография
Он был вторым сыном (и третьим ребёнком) Бенджамина Раша, одного из депутатов, подписавших Декларацию независимости, и Джулии (Стоктон) Раш. Ричард Раш поступил в Колледж Нью-Джерси (теперь известный как Принстонский университет) в возрасте 14 лет и получил высшее образование в 1797 году, будучи самым молодым членом класса. Получил разрешение на адвокатскую практику в 1800 году, когда ему было только 20 лет. Он женился на Кэтрин Элизе Марри 29 августа 1809 года, в браке у них родилось десять детей, из которых три сына и две дочери пережили его.
За время своей жизни Ричард Раш был общественным деятелем, дипломатом, широко известным оратором и ключевой фигурой в правительствах Джеймса Мэдисона и Джона Куинси Адамса, сделав выдающуюся карьеру на государственной службе. Получив широкую поддержку, как общественный спикер и успешный адвокат, Раш был назначен Генеральным прокурором в Пенсильвании в 1811 году после отказа быть кандидатом в Конгресс. В ноябре того же года Джеймс Мэдисон сделал его министром финансов США.
Ричард Раш, являясь одним из самых близких друзей президента Мэдисона, был конфиденциальным советником в ходе войны 1812 года. В 1814 году ему предложили на выбор пост министра финансов США или Генерального прокурора Соединенных Штатов, и, выбрав последний, он оставался на службе до 1817 года, когда, как действующий госсекретарь США до возвращения Джона Адамса из Европы, Раш принял Соглашение Раша — Бэгота, предусматривающее демилитаризацию американо-канадской границы на Великих озёрах.
В октябре 1817 года, после возвращения Джона Адамса, Раш был назначен послом в Великобританию. Его «джентльменское» отношение ценилось британцами, и он оставался послом в течение почти восьми лет, оказывая огромное влияние на ведение переговоров о многих важных соглашениях, включая Англо-американскую конвенцию 1818 года.
Он стал необычайно популярен в Англии, несмотря на его прежнюю антибританскую позицию. В 1823 году Ричард Раш начал переговоры с Великобританией по поводу совместных заявлений против французского участия в делах восставших американских колоний Испании, но Англия ответила отказом на требования США признать новые независимые республики, в результате это вылилось в создание американской Доктрины Монро.
После избрания Джона Адамса президентом в 1825 году, Раш (проведя значительные исследования британского флота за время службы послом), пожелал стать военно-морским министром. Адамс, однако, немедленно назначил его на должность 8-го министра финансов США, которую он принял. Раш служил на этом посту весь президентский срок Адамса с 7 марта 1825 до 5 марта 1829 года. За это время государственный долг был почти оплачен, и преемнику Раша достался большой казначейский излишек.
На президентских выборах 1828 года он был кандидатом в вице-президенты. После ухода с поста секретаря казначейства был направлен в Англию и Нидерланды от Джорджтауна и Александрии договориться о большой ссуде для городов, и эта миссия была выполнена с большим успехом.
В 1847 году Президентом Джеймсом Полком Ричард Раш был назначен послом во Францию. Когда его переговоры были прерваны свержением короля Луи-Филиппа, он был среди первых иностранных дипломатов, которые признают новую Вторую французскую республику. Он оставался во Франции до его отзыва новым либеральным правительством в 1849 году, затем принял решение об отставке и уехал в Филадельфию, где и умер 30 июля 1859 года. До своей смерти Раш был последним из живых членов Кабинетов Мэдисона и Монро.